# 贝利尼广场 (巴勒莫)
贝利尼广场（Piazza Bellini）是意大利西西里大区巴勒莫的一个广场。它位于历史中心区内的卡尔萨区（Kalsa），靠近马奎达街（Via Maqueda）和普雷托利亚广场（Piazza Pretoria）。
在其周边有两座建筑，可追溯到诺曼时代：海军元帅圣母教堂（Martorana）和圣卡塔尔多教堂（San Cataldo），两者都是联合国教科文组织世界遗产 “阿拉伯-诺曼风格的帕勒莫以及切法卢和蒙雷阿莱的主教座堂”的一部分。在广场上还有巴洛克圣加大肋纳堂（Chiesa di Santa Caterina）、贝利尼剧院（Bellini Theatre），以及普雷托利亚宫（Palazzo Pretorio）的后立面, 即巴勒莫市的总部。此外，在广场上，可见到一些布匿人的废墟。在广场附近的马奎达街, 是法理学院的所在地。

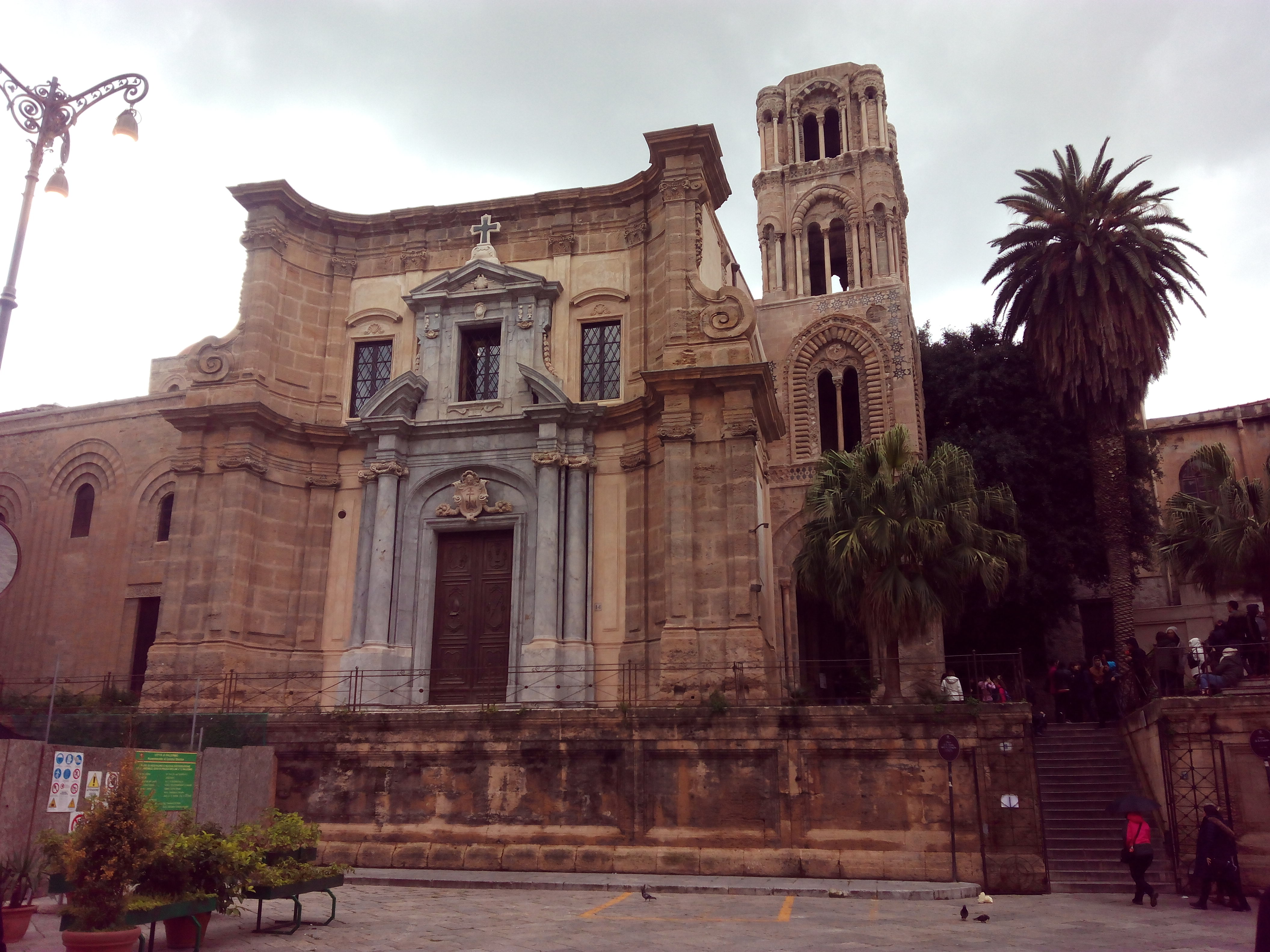
海军元帅圣母教堂
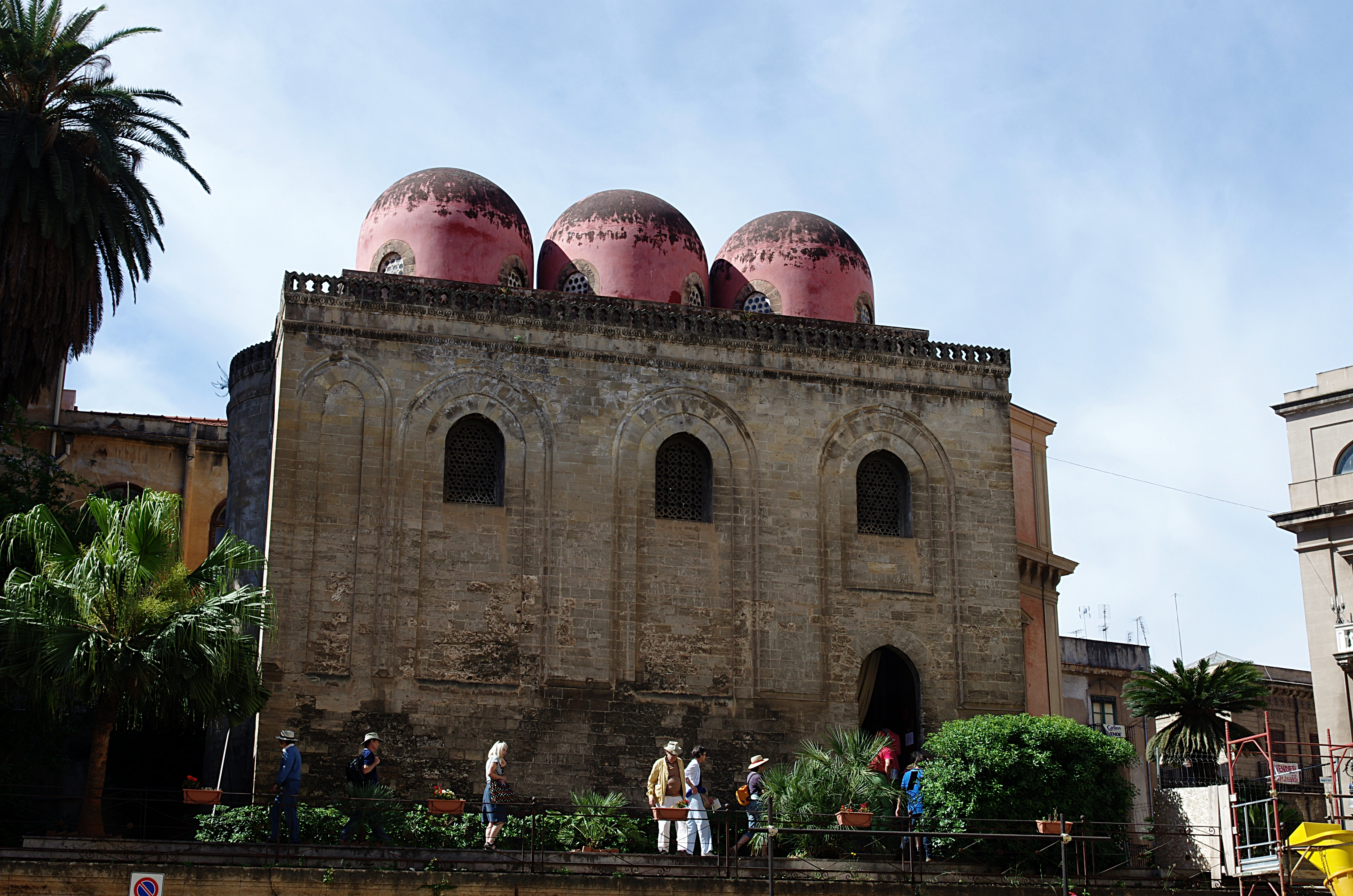
圣卡塔尔多教堂
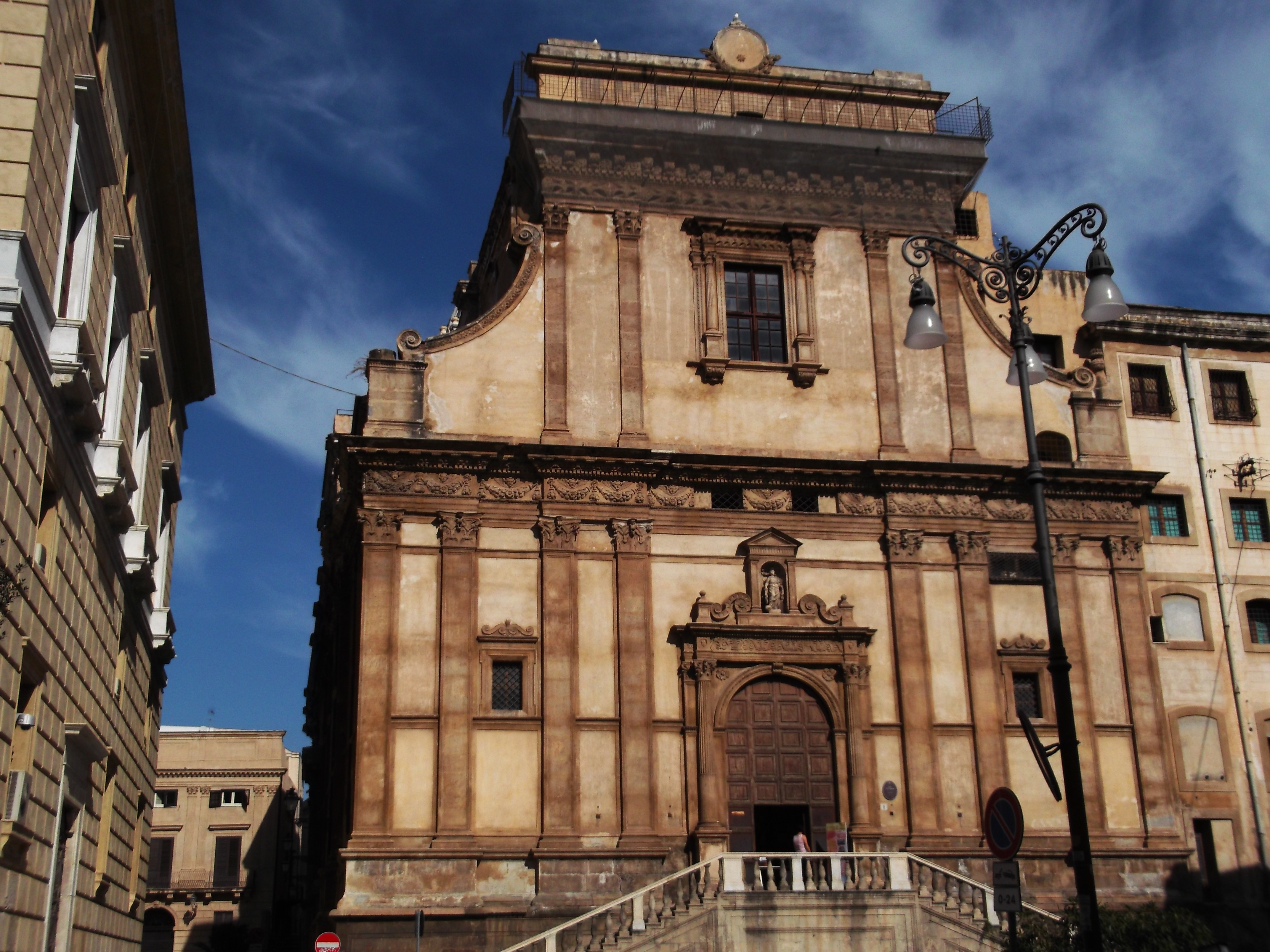
圣加大肋纳堂
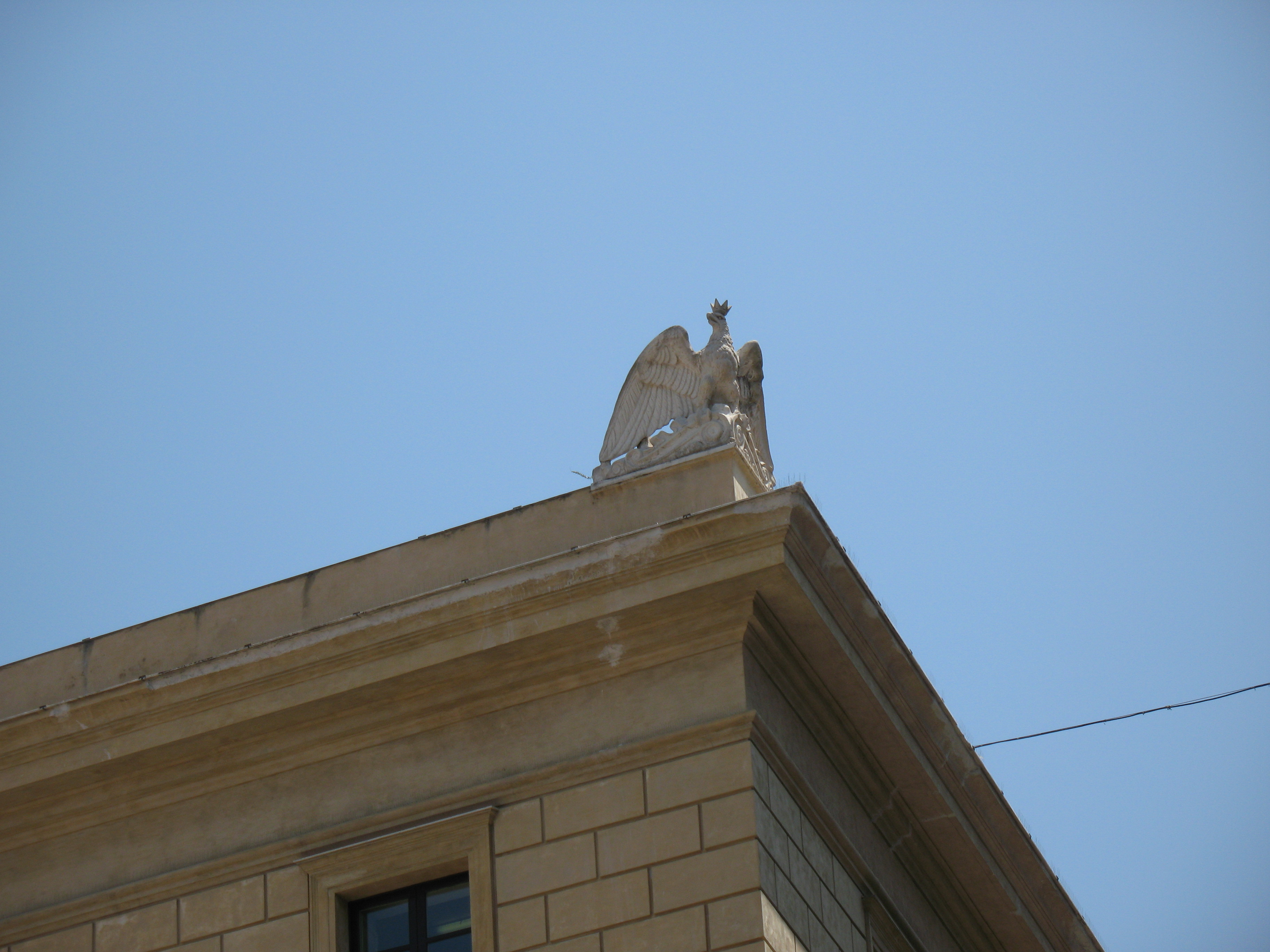
普雷托利亚宫